# Słutowo
Słutowo (niem. Steinberg) – osada sołecka w Polsce położona w województwie zachodniopomorskim, w powiecie choszczeńskim, w gminie Recz. W latach 1975–1998 miejscowość administracyjnie należała do województwa gorzowskiego. W roku 2007 osada liczyła 72 mieszkańców. 

## Geografia
Osada leży ok. 3,5 km na północny wschód od Recza, przy drodze krajowej nr 10, przy linii kolejowej nr 403, między Reczem a Żółwinem.

## Historia
Osada o metryce średniowiecznej, po raz pierwszy wymieniana w źródłach w 1337 r. zasiedlona przez kolonistów niemieckich. Od połowy XIV wieku należała do rodu von Wedel. Przypuszczalnie na przełomie XV / XVI wieku w Słutowie został wzniesiony kamienny kościół. Folwark jest wzmiankowany już w 2. poł. XVI wieku. Jako właściciel wymieniany jest Hasso von Wedel, któremu margrabia darował 15 łanów. Jego spadkobierca Berndt von Wedel, żonaty z Anną Marią z domu von Flemming został upamiętniony na dzwonie kościelnym z 1608 r. Podczas wojny trzydziestoletniej (1618–1648) Słutowo, podobnie jak inne wsie Ziemi Reczańskiej, uległa spustoszeniu. Pod koniec XVII wieku osada przeszła na własność rodu von Blankensee, wywodzącej się z Płotna. W 2. poł. XVIII wieku osada należała do Friedricha W. von Blankensee - królewskiego nadleśniczego, który zmarł bezpotomnie, pochowany w 1803 r. na cmentarzu przykościelnym, majątek przeszedł na inną linię rodu (z Ogard). W 1828 r. dobra słutowskie nabył mieszczanin Franz Heinrich Haken. W 1841 r. jego syn wykupił wszystkie gospodarstwa chłopskie i systematycznie podnosił wartość majątku. W tym okresie wzniesiono nowe budynki gospodarcze, wprowadzono hodowlę owiec na szeroka skalę, podaje się, że działała tutaj szkoła. Na przełomie XIX / XX wieku w osadzie działały dwa zakłady kamieniarskie (tłuczeń drogowy, budulec). Własnością rodziny Hakenów folwark pozostał do końca II wojny światowej. Po 1945 r. majątek upaństwowiono, w następnych latach jako Państwowe Gospodarstwo Rolne wchodził w skład Kombinatu Państwowych Gospodarstw Rolnych w Choszcznie – Zakładu Rolnego w Reczu. Następnie w zasobach Agencji Własności Rolnej Skarbu Państwa – większość budynków opuszczona, część zrujnowana. Dwór częściowo rozebrany już w latach 1981–1982, resztki w postępującej ruinie.

## Zabytki
Do wojewódzkiego rejestru zabytków wpisane są:
- kościół pw. Przemienienia Pańskiego z XV/XVI wieku. Kościół filialny, rzymskokatolicki należący do parafii pw. Chrystusa Króla w Reczu, dekanatu Choszczno, archidiecezji szczecińsko-kamieńskiej, metropolii szczecińsko-kamieńskiej. Na wieży kościoła znajduje się dzwon z 1608 roku wykonany przez stargardzkiego ludwisarza Joahima Karstede[6].
- cmentarz przy kościele, nieczynny.